# Ordono I de Asturia
Ordono I (n. 821 d.Hr., Oviedo, Asturia, Spania – d. 27 mai 866 d.Hr., Oviedo, Asturia, Spania) s-a născut în Oviedo, unde și-a petrecut tinerețea la curtea lui Alfonso al II-lea. Este posibil să fi fost crescut în Lugo, capitala provinciei Galicia, unde tatăl său, Ramiro, a fost numit guvernator.
Ordono a fost numit guvernator în Galicia, atunci când tatăl său a plecat la Vardulia, să se căsătorească cu Paterna, a doua sa soție. Între timp, Alfonso a murit iar nobilii l-au ales pe Contele Nepocian ca rege. Ordono a început imediat să ridice o armată pentru a-l ajuta pe tatăl său să nu piardă tronul.
Pe 1 ianuarie 850, Ordono l-a succedat pe tatăl său ca rege. Din moment ce el era moștenitorul tatălui său, el a fost primul regel al Austriei care s-a urcat pe tron fără să fie ales. Prima lui confruntare a fost cu bașcii, care s-au răzvrătit cu ajutorul lui Banu Qasi de Zaragoza. În timp ce se întorcea în Oviedo după ce i-a invins pe rebeli, el a primit o veste a unui atac iminent din partea maurilor în Vardulias. Înainte ca maurii să atace, l-au întâlnit în apropiere pe Ebro și l-au învins. În 859, Ordono l-a învins pe Musa ibn Musa la Albelda, asediand orașul și distrugându-l.
Ordono s-a căsătorit cu Muniadona cu care a avut șase copii, inclusiv pe Alfonso al III-lea care era moștenitorul tronului. Ordono a murit în Oviedo și a fost urmat la tron de către fiul său mai mare.